# ظفار (اسم)
ظفار هو اسم علم مذكر من أصل عربي، ومعناه هو صيغة مبالغة من ظافر، الفارس الدائم النصر والغلبة.

## وصلات خارجية
- موسوعة السلطان قابوس لأسماء العرب نسخة محفوظة 5 أبريل 2019 على موقع واي باك مشين.